# Paraulopus novaeseelandiae
Espèce
Statut de conservation UICN

 LC 15 août 2019 : Préoccupation mineure
Paraulopus novaeseelandiae est une espèce de poissons marins téléostéens de la famille des Paraulopidae.

## Systématique
L'espèce Paraulopus novaeseelandiae a été décrite pour la première fois en 2002 par les ichtyologues japonais Tomoyasu Sato (d) et Tetsuji Nakabo (d).

## Description
Paraulopus novaeseelandiae possède un corps allongé qui varie de 19,6 à 35,54 cm, et dont l'holotype mesure 23,86 cm, avec un dos sombre et un ventre clair.
D'apparence, cette espèce est très proche de Paraulopus okamurai, mais s'en distingue par sa nageoire caudale plus claire, à l'exception de la bande noire tout au bout, commune aux deux espèces.
L'espèce ressemble également beaucoup à Paraulopus nigripinnis mais s'en distingue par la présence d'une bande blanche avant la tâche noire sur sa nageoire dorsale, ainsi que par une longueur plus importante, les spécimens de Paraulopus nigripinnis atteignant rarement plus de 22 cm.
Paraulopus novaeseelandiae possède une bouche garnie de deux rangées de petites dents caniniformes, situées majoritairement à l'avant.

## Répartition
Cette espèce se croise exclusivement dans la mer de Tasman et plus particulièrement au large des côtes de la Nouvelle-Zélande, ce qui lui a valu son épithète spécifique.

## Étymologie
Son épithète spécifique, novaeseelandiae fait référence à la Nouvelle-Zélande où la majorité des spécimens servant à la description ont été retrouvés.

## Publication originale
- (en) Tomoyasu Sato et Tetsuji Nakabo, « Two New Species of Paraulopus (Osteichthyes : Aulopiformes) from New Zealand and Eastern Australia, and comparisons with P. nigripinnis », Species Diversity, vol. 7, no 4,‎ 2002, p. 398 (ISSN 1342-1670 et 2189-7301, DOI 10.12782/SPECDIV.7.393, lire en ligne).